# Varrames (filho de Adergudunbades)
Varrames (em grego: Ουαρράμης; romaniz.: Ouarrámēs) ou Vararanes (em latim: Vararanes; em persa médio: 𐭥𐭠𐭧𐭫𐭠𐭬; romaniz.: Waḥrām) foi um nobre sassânida do século VI. 

## Nome
Vararanes ou Veramo (Veramus) são as formas latinas dos teofóricos persa médios Vararã (𐭥𐭫𐭧𐭫𐭠𐭭, Waraḥrān) e Varã (𐭥𐭠𐭧𐭫𐭠𐭬, Waḥrām), que aludem a Veretragna (𐬬𐬆𐬭𐬆𐬚𐬭𐬀𐬖𐬥𐬀, vərəθraγna), o deus iraniano da vitória. Foi registrado em armênio como Varã (Վահրամ, Vahram), Verã (Վռամ Vṙām) e Vaã (Վահան, Vahan; assumida como uma forma abreviada de Vaagênio, a forma armênia do deus Veretragna), em grego como Boanes (Βοάνης, Boánēs), Baanes (Βαάνης, Baánēs), Baranes (Βαράνης, Baránēs), Baânio (Βαάνιος, Baánios), Uarrames / Varrames (Ουαρράμης, Ouarrámēs), Barã (Βάραμ, Báram), Baramo (Βάραμος, Báramos) e Baram(a)anes (Βαραμ(a)άνης, Baram(a)ánēs), em georgiano como Barã (ბარამ, Baram) e em persa novo como Barã (بهرام, Bahrām).

## Vida
Pouco se sabe sobre as origens e parentesco de Varrames, exceto que era filho de Adergudunbades e parente de Gusanastades. Em 541, informou o xá Cosroes I que seu pai estava escondendo seu sobrinho Cavades, que em 532 foi centro de uma conspiração para derrubá-lo. Ciente disso, Cosroes ordenou a execução de Adergudunbades e nomeou Varrames como sucessor de seu pai na posição de canaranges, o governador da província nordeste de Abarxar que era contígua ao território do Império Heftalita.